# Ijstal Ijevsk
L'Ijstal Ijevsk est un club de hockey sur glace d'Ijevsk en Russie. Il évolue dans la VHL, le deuxième échelon russe.

## Historique
Le club est créé en 1949.

## Palmarès
- Vainqueur de la Vyschaïa Liga : 1979, 1981, 1987.